# Francesc Viñas i Dordal
Francesc Viñas i Dordal (Moià, 1863 - Barcelona, 14 de juliol de 1933) fou un tenor català. El tenor català wagnerià per excel·lència, va esdevenir una de les figures operístiques catalanes més internacionals gràcies a les seves interpretacions de les òperes de Wagner, un repertori especialment difícil que va arribar a cantar en els millors teatres d'arreu del món. Tot i així el seu repertori engloba gran varietat d'estils i estètiques musicals. Durant la seva carrera interpretà trenta-set òperes molt diverses, fet pel qual es considera un tenor versàtil des del punt de vista vocal i també com a actor.

## Biografia
Nascut en el si d'una família humil, des de ben jove es posà a treballar. Als nou anys va anar a fer d'escolà a Ferrerons, mentre continuava els estudis a l'Escola Pia del poble. Un any més tard va fer de pastor a la masia del Xei. El 1875, i acabada la Tercera Guerra Carlina, va treballar com a teixidor, mentre rebia classes de clarinet i participava en un cor de Clavé que s'organitzà a Moià l'any 1878. L'any següent va anar a treballar a Barcelona d'aprenent en una cereria d'uns parents. El 1885 va començar a fer solfeig amb el mestre Domingo Lupersti i a estudiar veu, i més tard el 1886 va continuar els estudis musicals amb el mestre Gonçal Tintorer al Conservatori del Liceu. D'aquests anys són els seus primers concerts públics. Va cantar per primer cop en públic al Casino de Cornellà, va triar l'ària Vien, Leonora de l'òpera La Favorita. Ingressà al Conservatori del Liceu de Barcelona, on fou deixeble de Gonçal Tintorer.

### Debut al Liceu
El director d'orquestra Joan Goula va escoltar el jove als concerts del Conservatori i el va convidar a estudiar el paper de Lohengrin. El 9 de febrer de 1888 va debutar amb aquest rol al Gran Teatre del Liceu de Barcelona al costat de la famosa soprano Medea Borelli. Sembla que Gayarre, el gran tenor que després succeiria, estava tan impressionat amb aquesta primera actuació que va donar al jove Viñas el seu propi vestit de Lohengrin. Amb la mateixa òpera va aconseguir un gran èxit poc després al Teatre Principal de València. Va triomfar en nombrosos teatres de tot el món, singularment a Milà, Londres, Nova York, Filadèlfia, Bòston, Chicago, etc.
Actuà temporades senceres al Teatro Carlo Felice de Gènova, al San Carlo de Nàpols i al Covent Garden de Londres. L'any 1894 es presentà a la Metropolitan Opera House de Nova York, i el 1895 al Teatro Real de Madrid.
S'anà especialitzant en Wagner, tot i que no abandonà mai el repertori italià (especialment Verdi) i el francès (Meyerbeer, Massenet, etc.). Cantà més tard per Europa i als millors teatres de l'Amèrica del Nord i del Sud.
El 31 de desembre de 1913, va protagonitzar al Gran Teatre del Liceu l'estrena oficial de Parsifal fora Bayreuth. Fou el primer teatre que presentà aquesta obra després de caducar els drets exclusius del de Bayreuth. El 1916, després del seu Tannhäuser a Madrid i d'alguns concerts d'acomiadament, va allunyar-se del món de l'òpera. Tot i això, encara va fer alguna actuació posterior, com la interpretació d'Acté, del violinista Joan Manén, al Palau de la Música Catalana.
Fou uns quants anys corresponsal a Roma del diari El Noticiero Universal, de Barcelona. A Roma es casà amb la mezzosoprano Giulia Novelli, amb la qual va tenir una filla, Mercè. Publicà opuscles, com Leyendas del Santo Graal y de Parsifal (1934), i el volum El arte del canto (1932; reeditat el 1963), basat en les seves experiències com a cantant. El 1963 Jacint Vilardell i Permanyer fundà en memòria seva el Concurs Internacional de Cant Francesc Viñas, que, convocat anualment, dona a conèixer joves talents en el camp vocal i que ha assolit un gran prestigi.

### Vinculació amb la seva vila natal
Malgrat viure a Roma, sempre va mantenir un estret lligam amb Moià. A partir del 1907 i fins a 1924, comprà diversos terrenys. D'aquests en va revendre una part. Entre les cases que va comprar hi havia els habitatges del seu carrer natal per reconstruir-lo. El carrer es diria a partir de llavors Richard Wagner. La casa més sumptuosa serà la seva residència d'estiu.
També fou freqüent la seva col·laboració en projectes ciutadans (com la portada de les aigües de la Crespiera o el monument a Rafel de Casanova) i institucionals, com la creació de la Lliga de Defensa de l'Arbre Fruiter, l'any 1904, i promotor de la Festa de l'Arbre Fruiter. Festa que se celebrà per primer cop el 16 d'agost de 1905, i que, avui dia, encara se celebra.
El seu germà Marià Viñas i Dordal va ser sacerdot i músic, des del 1912 mestre de capella de la catedral de Barcelona.

## Fons
El Centre de Documentació i Museu de les Arts Escèniques conserva gran part del fons del cantant. Aquest fons està format per dissenys i peces originals de la indumentària del tenor. Així com fotografies, programes, cartells. Tots aquests documents es troben digitalitzats a l'Escena Digital del MAE.